# Iniurias accipiendo, et gratias agendo
Iniurias accipiendo, et gratias agendo è una locuzione latina che significa letteralmente Nel ricevere ingiurie e nel fare favori (Seneca, De ira, 2, 33).
Questa locuzione invita ad un comportamento che sia incline a ringraziare e ad aiutare (gratias agendo) anche quando si ricevono offese e mancanza di rispetto (iniurias accipiendo). Secondo Seneca questa frase esemplificherebbe il comportamento del "cortigiano".